# Салівка (Ягільниця)
Салівка (пол. Salówka) — колишнє село в Україні, нині — частина села Ягільниця Тернопільської области.

## Назва
Назва походить, імовірно, від прізвища першопоселенця козака Сала.

## Історія
Колишнє село Салівка, відоме від XVII ст., було приєднане до села Ягільниця.
1785 р. в селі проживали 443 особи; 1880—609 осіб; велика земельна власність належала Каролеві Лянцкоронському. У 1948 р. примусово створено сільськогосподарську артіль, яку в 1950 р. приєднано до колгоспу села Ягільниця.
Улітку 1955 р. внаслідок сильної зливи вода затопила будинки, що тулилися біля підніжжя салівських гір.

## Соціальна сфера
У 1950-х рр. на базі Салівської бібліотеки, що мала найбагатший книжковий фонд району, було відкрито школу передового досвіду, де студенти бібліотечного відділу Харківського інституту культури (нині Харківська державна академія культури) проходили навчальну практику. Було видано бюлетень «Про роботу бібліотеки села Салівка Чортківського району».
Діє клуб.

## Населення
За австрійською статистикою в громаді 1990 — 322 греко-католики, 2 римо-католики, 12 юдеїв, на фільварку — 4 українців.
| Населення Струсівки | Населення Струсівки | Населення Струсівки | Населення Струсівки |
| ------------------- | ------------------- | ------------------- | ------------------- |
| 1900                | 1910                | 1921                | 1931                |
| 798                 | 838                 | 807                 | 890                 |

## Відомі люди

#### Народилися
Роман Горошкевич — польський публіцист, краєзнавець(1892–1962).
Бубернак Степан Іванович — український історик, краєзнавець, педагог, громадський діяч.
Антоніна Качмар(1896 - 1981).
Перебували
У селі проживав педагог, майстер різьблення по дереву Степан Батюк (1891—1965).